# Dampierre-le-Château
Dampierre-le-Château é uma comuna francesa na região administrativa do Grande Leste, no departamento de Marne. Estende-se por uma área de 11.13 km², e possui 109 habitantes, segundo o censo de 2018, com uma densidade de 9.8 hab/km².